# 佐々木誠 (野球)
佐々木 誠（ささき まこと、1965年10月3日 - ）は、岡山県倉敷市出身の元プロ野球選手（外野手、左投左打）、野球指導者、野球解説者。

## 経歴

### プロ入りから南海・ダイエー時代
水島工業高校時代は投手として活躍、1983年春季中国大会県予選では準々決勝に進むが、岡山朝日高に0-1で惜敗。打者としての才能を見込まれ、1983年ドラフト会議で南海ホークスから6位指名を受けて外野手として入団。4年間プレーして通用しなかったら野球をやめるつもりだったという。
1年目は高校生気分が抜けきらない面があったものの、山本一義らコーチ陣のもとで厳しい練習を積んだ。
1985年には早くも一軍で54試合に出場した。
1987年には6月30日の日本ハム戦で、リーグ10人目となる2試合連続初回先頭打者ホームランを達成するなど、レギュラーとなって125試合に出場し、リーグ9位の打率.288を記録している。
1988年は初めてオールスターゲームに出場。夏場にダイエーへの球団売却が決まり言葉にできないほどショックを受けたものの、同年の大阪スタヂアム公式戦最終試合やシーズン最終戦でともに本塁打を放つなどの活躍で、人気選手となっていった。さらにオフの日米野球では翌年から本拠地となる平和台球場で同年のワールドシリーズMVPのオーレル・ハーシュハイザーから本塁打を挙げている。ダイエーホークスのユニフォーム発表会では加藤伸一とともにモデルを務めるなど注目を集め、監督の杉浦忠からも全国区のスターになれると評された。なお、新ユニフォームの写真を用いた垂幕広告が、博多駅の井筒屋の壁面に飾られた。
約80％の大幅増となる年俸3,200万円（推定）で契約更改し、結婚して迎えた1989年は、ハーシュハイザーから打った本塁打からのイメージを引きずり、長打を狙って打撃のバランスが崩れ、打率が.235と大きく悪化し三振も激増した。
1990年は、開幕から2番打者を任されたが、バントやエンドランなどを打席で考えすぎてパニックに陥ったという。後に打順は1番に変わり、同年はリーグ最多の33二塁打を記録。日米野球では21打数9安打の活躍で敢闘賞を受賞した。
1991年は初の3割となる打率.304を記録し、1番打者ながら21本塁打を放った。また、初のゴールデングラブ賞とベストナインに選ばれている。
前年の成績で自信を付けた1992年は、開幕戦での初回先頭打者本塁打を達成し、オールスターゲームでは第3戦で北別府学からソロ本塁打を放つなどの活躍で、優秀選手賞を受賞した。同年は　1964年の広瀬叔功以来NPB史上2人目となる首位打者と、盗塁王を同時獲得し、前年に続いてゴールデングラブ賞も受賞など、走攻守三拍子揃った外野手として活躍。なお、同年の平和台球場における西武ライオンズ戦でレフトへの打球がワンバウンドして外野フェンスと上部の金網との間に挟まり、三塁まで到達したもののボールデッドのため二塁に戻るよう塁審から指示が出されてベース上でへたり込んだシーンがプロ野球珍プレー・好プレー大賞で取り上げられた。オフの契約更改では3,300万円増でチーム最高となる年俸9,800万円（推定）となっている。
1993年は、前年苦手にしていた渡辺久信から開幕戦で猛打賞を記録するなど好調なスタートを切ったが、5月22日に打撃練習で右肋間筋に挫傷を負い、一軍登録を抹消された。同年のオールスターゲームでは第1戦で決勝点となる本塁打を含む3安打を挙げ、好返球による補殺もあって優秀選手賞を受賞している。レギュラーシーズンでは3年連続でゴールデングラブ賞とベストナインを受賞した一方、この年から本拠地になった福岡ドームの広さにチーム全体で苦しみ、佐々木も本塁打はわずか7本に終わる。

### 西武時代
1993年オフに秋山幸二、渡辺智男、内山智之との大型トレードで村田勝喜、橋本武広とともに西武ライオンズへ移籍し、2,200万円増の年俸1億2,000万円（推定）で契約を更改した。このトレードに際しては、チームが求めている長打力のある左打者で、かつ秋山と同等の守備能力を持ち、年齢が若くFA権取得まで2年ある点などが西武側から評価されたという。一方、佐々木は目標とする外野手である秋山とのトレードという点で驚いたが、リーグ4連覇中の強豪に移籍する事を前向きに受け止めたという。秋山については1年後にFA宣言して移籍する可能性も指摘されており、村田と佐々木という若い主力選手を獲得した西武側にメリットが大きいトレードだとも言われた。
1994年はそれまで2番打者のレギュラーだった平野謙の退団もあり、監督の森祇晶は1番・辻発彦に続く2番を任せる構想を持っていた。実際には佐々木が2番で出場したのは数試合のみで、3番打者を任されることが多く、同年のオールスターゲーム第1戦では斎藤雅樹から2ラン本塁打を放ち、優秀選手賞を受賞した。前年まで9年連続30本塁打を記録していた秋山と同様に、一発長打を期待する一部のファンからの野次も受けたが、俊足好打が持ち味である佐々木は自分の役割を果たすことを心がけ、自己最多の84打点を挙げて2度目の盗塁王も受賞した。同年の日本シリーズでは6試合全てに3番・中堅手として先発出場し、第1戦では2安打4打点、第4戦でも3安打2打点を挙げたが、チームは巨人に敗れて日本一を逃した。オフには5,000万円増の年俸2億円（推定）で契約を更改し、NPB日本人選手で5位タイの高額年俸選手となった。一方、同年は初のリーグ優勝の喜びと勝利へのプレッシャーが絡み合い、複雑な思いがあったという。
1995年は監督が森から東尾修に交代、野球観の違いもあって伸び悩むようになる。腰痛に苦しみながらも全試合に出場し、秋季キャンプでは対策として重点的に走りこみを行なっている。オフにFA権を取得するとMLBからもオファーがあったが、これを断り、FA宣言した上で1億円の再契約金と現状維持の年俸2億円（いずれも推定）で西武に残留した。
1996年は、ハワイとマウイでのキャンプを順調にこなしたが、帰国直前に右足首を捻挫して2次キャンプとオープン戦に参加できなかった。開幕後も6月には右手首の捻挫で一軍登録を抹消され、シーズン終盤には右肋軟骨を損傷。若返りを目指すチーム方針もあって、夏場以降は新人の大友進が中堅手のレギュラーとなり、自身は指名打者として起用される機会が増えた。規定打席到達者では最低の打率.243など不本意な成績の一年となった。9月には起用方法への不満などからトレードを直訴したとも報じられ、球団から事情聴取と厳重注意を受け、3,500万円減の年俸1億6,500万円（推定、この他に出来高払い）で契約を更改した。
1997年は外野のレギュラー奪取を目指し、鈴木健との恩納村での合同自主トレで有酸素運動などのハードなトレーニングを積んだ。4月24日の対オリックス戦で守備の際に右肩を打撲したが、5月20日には打率がリーグトップの.365まで上がるなど、首や腰の古傷に痛みを抱えながらも主に6番・右翼手として起用された。9月4日の日本ハム戦で死球を受け、右肋骨を亀裂骨折したが、9月14日の2位・オリックスとの直接対決では本塁に突入して捕手と激突するクロスプレイで得点を挙げ、本塁打で通算1,500安打も達成するなどの活躍を見せた。同年は5年ぶりに打率が3割を超え、チームも3年ぶりのリーグ優勝を達成し、日本シリーズにも全試合に先発出場した。オフには現状維持の年俸1億6,500万円（推定）で契約を更改したが、同年齢で元エースだった渡辺久信が解雇されるなど「一年ごとに結果を残せなければ自分もリストラ対象となる」と厳しい状況を認識した発言をしている。
1998年は高知でのキャンプ2日目に腰痛のため治療に入り、負担軽減のために左翼手にコンバートされた。シーズンでは6月に入って打撃の調子が上向いたが、6月13日の近鉄戦で腰痛が再発して欠場し、右足首の捻挫も重なって6月21日には一軍登録を抹消された。7月に復帰したが、8月7日の近鉄戦で右ヒザに死球を受けて退場するなど負傷が続き、8月19日には腰痛悪化のため再び一軍登録を抹消されている。9月からはイースタン・リーグでチームの4番を務めるなど回復したが、中旬には既に解雇が確実になっていたルディ・ペンバートンが一軍に昇格して自身は二軍に残るなど、翌年のチーム構想から外れていたとされる。この年チームは日本シリーズに出場したが出番は無かった。同僚だった伊東勤は「やはり説明がないまま出場機会が減り本人は納得してないわけです。誠は私より血気盛んだったので「今から監督室に行ってきます」と言い出しました。私も2回、3回止めました。最終的に堪忍袋の緒が切れて「今日行きます」と監督室に行ってしまいました。いろいろ話をしてきたようですがすぐにトレードに出されました。」と述べている。

### 阪神時代
同年オフに金銭トレードで阪神タイガースへ移籍。なお、自由契約になった場合は中日ドラゴンズや日本ハムが獲得を検討していたという。
監督の野村克也の野球観が森祇晶と同じように感じられた事もあり、トレードに先立って野村に直接電話し、意欲を訴えたといい、野村も「若手の鑑になると思う」と若手選手への手本としての役割を期待した。
腰の負担軽減と外野手の多いチーム事情から、キャンプ前には一塁手兼任を指示され、ダイエー時代に佐々木を指導したバッテリーコーチの黒田正宏の存在もあって再生が期待されていた。
1999年の巨人との開幕シリーズでは7番・右翼手でスタメン起用され、第3戦ではこの年投手タイトルを総ナメにしたルーキーの上原浩治から決勝タイムリーを放つなど存在感を見せたが、2000年は若手の台頭があった事で出場数が激減した事に加え、慢性的な怪我で思うように活躍できず、あと1安打で通算1600安打達成を目前しながら同年オフに退団した。なお、野村と森の野球観は全く別物だったという。

### 米独立リーグ時代
このまま引退したら後悔すると考え、2001年2月のMLBのスプリングトレーニングに参加し、紅白戦やオープン戦での打率は4割を超えた。しかし、35歳という年齢や各球団のビザ支給枠の問題もあり、マイナーリーグとも契約に至らず、たまたま選手を探していたティム・アイルランドに誘われて独立リーグのソノマカウンティ・クラッシャーズに入団した。
3番・右翼手で先発出場した開幕戦では4安打を放った。同僚選手からも、佐々木が自分たちと同じ待遇の契約である事がわかると打ち解けるなど、チームの中心選手として活躍し、全90試合中83試合に出場して打率.290、6本塁打、42打点、10盗塁の成績を残した。コーチだった古賀英彦とシーズン最終戦に握手した際には涙が止まらなくなったという。

### 現役引退後
2001年オフシーズンに帰国し、同年開始されたプロ野球マスターズリーグに大阪ロマンズの選手として参加した。打率.516で首位打者となった。マスターズリーグ出場期間中に現役引退を表明した。
2002年にサンテレビ解説者、西日本スポーツ評論家を務めた。
2003年は古巣・ダイエーの二軍外野守備・走塁コーチに就任。
2004年はオリックスの一軍外野守備兼打撃コーチ補佐を務めた。
2005年は同球団の二軍であるサーパス神戸の外野守備・走塁コーチを務めた。
2006年からは西日本スポーツ評論家と並行して、同年創部された社会人野球・セガサミーのコーチに就任。この年の都市対抗予選では東京第1代表決定戦に進みながら、5連敗して本大会出場を逃したことから、アマ野球の厳しさにショックを受けたという。
青島健太の監督退任に伴って2008年シーズンからセガサミーの2代目監督に就任すると、結果へのプロセスを重視して猛練習を課し、同年はチームにとって2年連続となる都市対抗出場を果たしている。
2009年からKBC九州朝日放送で野球解説者を務め、主に関東地区での試合の解説を担当した。
2010年にはJABA静岡大会で初優勝を果たし、齊藤勝と宮﨑祐樹の2人がプロ入りするなどチームは成熟期を迎えたが、日本選手権後にセガサミーの監督を退任した。また、同年12月7日にはプレーヤー部門で野球殿堂入り候補者名簿に掲載されている。
2011年から、関西に拠点を置くNTT西日本硬式野球部の打撃コーチに就任。「佐々木の野球観に共鳴した」という監督（当時）の橋本哲也からの就任による就任で、KBCで放送されるプロ野球中継での解説も、関西圏の球場で開催されるオリックス対ソフトバンク戦を中心に続けていた。同年の都市対抗本大会では、前年まで指揮していたセガサミーと1回戦で対決。試合には勝利したものの、試合後には「複雑な気持ちだった」とのコメントを残した。コーチとしては、「当てにいかずにバットを振り抜く」という単純な方針を打ち出す一方で、助言が合わなければすぐに別のアイデアを出すことで選手から信頼を得ていた。
2012年から橋本の後任でNTT西日本の監督に就任した一方で、在任中の2013年末に学生野球資格回復制度を利用。翌2014年3月6日付で日本学生野球協会から資格回復の適性を認定されたことを機に、協会へ加盟する大学・高校の野球部でも指導できるようになったが、同年シーズンまではNTT西日本で監督を続けていた。2014年11月11日にソフトバンクへ三軍打撃コーチとして復帰したことに伴って、学生野球資格を2015年1月1日付で一時喪失。復帰後は、三軍打撃コーチを経て、2017年に三軍監督を務めた。2017年限りでソフトバンクを退団したことによって、同年11月28日付で学生野球資格の回復が再び認められたため、2018年1月1日付で鹿児島城西高等学校硬式野球部の監督に就任。
鹿児島城西高校では、監督就任2年目の2019年秋に鹿児島県大会で優勝したことから第145回九州地区高校野球大会に出場。九州大会では、チームを史上初の準決勝進出に導いた。この実績が認められて、チームは翌2020年に、第92回選抜高等学校野球大会への出場校に選ばれていた、日本国内における新型コロナウイルスへの感染拡大の影響で大会自体は中止されたが、代替措置として8月に開催された2020年甲子園高校野球交流試合へ招待されたことによって、チーム史上初めて甲子園球場での試合出場に至った。その一方で、2020年12月にはコーチの男性教諭による1年生部員への体罰、2021年の1月中旬には複数の2年生部員による野球部寮内での飲酒が発覚。佐々木自身はいずれにも関与していなかったが、部員の飲酒に対する監督責任を問われる格好で、当該部員や野球部長と共に学校側から謹慎処分を受けた。部員の飲酒については、鹿児島城西高校自体も同年2月3日付で日本高等学校野球連盟から厳重注意に処されている。2023年12月末日をもって監督の任期を満了し、退任した。
2024年7月からは神戸市兵庫区に主に小・中学生を対象としたマンツーマン指導を行う「佐々木誠の野球教室」を開校している。

## 選手としての特徴
打撃、走塁、守備の全てを兼ね備えた選手として、全盛期には秋山幸二と共に「メジャーに一番近い男」と称された。
1990年の日米野球終了後、アメリカ代表監督のドン・ジマーから、秋山とともにMLBに連れて帰りたい選手として名前を挙げられ、ドン・ベイラーがダイエーで臨時コーチを務めた際にも「いつでもMLBで通用する」と評価された。佐々木自身は目標とする選手に簑田浩二の名前を挙げ、トリプルスリーを達成できる走攻守の三拍子そろった選手を目指していた。
パワーとバネを兼ね備えた身体能力を持ち、川上哲治からは「俊足で長打力もあり、1番打者とクリーンナップのどちらでも十分に任せられる」と評されている。1球目から打つと決めたらどんな球でもフルスイングする積極的な打撃が特徴だったが、正確さがあれば毎シーズン首位打者を狙えるとも言われ、土井正博は「ケガさえなければコンスタントに打率.350を達成できる、イチローにも劣らない打撃技術の持ち主」と評している。
一本足打法で右足を高く上げ、キャッチャー側に倒す振り子打法のような、独特の打撃フォームが特徴だった。これはダイエー時代、制球を崩した打撃投手に合わせてエンドランの練習をしていたところ、いい加減な練習をしていると思ったコーチの竹之内雅史から一方的に叱責され、それに対する反発から適当なフォームで同日の試合に臨み3安打を放った事がフォーム習得のきっかけになったという。なお、竹之内とはその後ケンカもしたが良い関係だった。
最も自由に打たせてもらえる打順だとして1番打者に対するこだわりが強かったが、西武移籍に際してはそれを続けるのは無理だろうと語っている。1番打者としては珍しく、打つと決めたら1球目からボール球でもバットを振ろうとするアグレッシブさを特徴として積極的に早いカウントでも打ちにいき、対戦した投手から嫌がられていた。佐々木自身はライナー性の打球を放つことを心がけており、その延長として長打が加われば良いと考えていた。

## 人物
1985年頃に守備走塁コーチの藤原満から「ボーッとしているパープリン」と言われたのをきっかけに、自ら「パ」を円で囲んだマークをアンダーシャツに書いてトレードマークにするなど、ひょうきんな面があった。
南海時代の背番号は当時珍しい0番で、同じ0番の長嶋清幸（当時広島東洋カープ）、1番の愛甲猛（当時ロッテオリオンズ）と3人で、事業者識別番号が001であるKDDの国際電話のCMに出演している。
阪神時代の打席への登場曲には『デビルマンのうた』を使用していた。
横浜DeNAベイスターズ外野手の佐野恵太は、甥に当たる（佐々木の実妹が佐野の実母）。伯父と甥揃ってNPB首位打者、最多安打のタイトル獲得者である。また、甥の佐野の妻がフジテレビアナウンサーの永島優美の夫の妹にあたるため、優美の父で元サッカー日本代表でスポーツキャスターの永島昭浩とも遠戚である。

## 詳細情報

### 年度別打撃成績
| 年 度      | 球 団         | 試 合 | 打 席 | 打 数 | 得 点 | 安 打 | 二 塁 打 | 三 塁 打 | 本 塁 打 | 塁 打 | 打 点 | 盗 塁 | 盗 塁 死 | 犠 打 | 犠 飛 | 四 球 | 敬 遠 | 死 球 | 三 振 | 併 殺 打 | 打 率 | 出 塁 率 | 長 打 率 | O P S |
| ---------- | ------------- | ----- | ----- | ----- | ----- | ----- | -------- | -------- | -------- | ----- | ----- | ----- | -------- | ----- | ----- | ----- | ----- | ----- | ----- | -------- | ----- | -------- | -------- | ----- |
| 1985       | 南海 ダイエー | 54    | 114   | 103   | 19    | 30    | 5        | 0        | 2        | 41    | 15    | 5     | 4        | 1     | 2     | 7     | 0     | 1     | 21    | 0        | .291  | .336     | .398     | .734  |
| 1986       | 南海 ダイエー | 79    | 182   | 160   | 14    | 26    | 3        | 1        | 2        | 37    | 4     | 5     | 2        | 5     | 1     | 15    | 0     | 1     | 43    | 5        | .163  | .237     | .231     | .469  |
| 1987       | 南海 ダイエー | 125   | 499   | 451   | 67    | 130   | 22       | 2        | 11       | 189   | 33    | 15    | 9        | 7     | 2     | 37    | 3     | 2     | 72    | 3        | .288  | .343     | .419     | .763  |
| 1988       | 南海 ダイエー | 97    | 411   | 373   | 55    | 106   | 14       | 1        | 16       | 170   | 58    | 13    | 3        | 5     | 5     | 25    | 0     | 3     | 59    | 9        | .284  | .330     | .456     | .786  |
| 1989       | 南海 ダイエー | 124   | 542   | 489   | 63    | 115   | 20       | 1        | 15       | 182   | 45    | 12    | 4        | 9     | 2     | 40    | 2     | 2     | 97    | 8        | .235  | .295     | .372     | .667  |
| 1990       | 南海 ダイエー | 130   | 569   | 516   | 69    | 141   | 33       | 4        | 14       | 224   | 52    | 19    | 8        | 13    | 4     | 34    | 1     | 2     | 76    | 6        | .273  | .318     | .434     | .752  |
| 1991       | 南海 ダイエー | 130   | 574   | 519   | 82    | 158   | 32       | 7        | 21       | 267   | 71    | 36    | 10       | 3     | 0     | 48    | 11    | 4     | 64    | 3        | .304  | .368     | .514     | .882  |
| 1992       | 南海 ダイエー | 126   | 548   | 509   | 83    | 164   | 26       | 2        | 21       | 257   | 54    | 40    | 11       | 2     | 2     | 30    | 5     | 5     | 64    | 7        | .322  | .364     | .505     | .869  |
| 1993       | 南海 ダイエー | 113   | 488   | 444   | 38    | 123   | 24       | 1        | 7        | 170   | 41    | 23    | 11       | 3     | 3     | 36    | 2     | 2     | 84    | 10       | .277  | .332     | .383     | .715  |
| 1994       | 西武          | 126   | 568   | 527   | 92    | 150   | 23       | 1        | 20       | 235   | 84    | 37    | 8        | 2     | 4     | 31    | 3     | 4     | 85    | 9        | .285  | .327     | .446     | .773  |
| 1995       | 西武          | 130   | 579   | 535   | 63    | 145   | 27       | 2        | 17       | 227   | 55    | 18    | 7        | 3     | 1     | 37    | 8     | 3     | 89    | 10       | .271  | .321     | .424     | .745  |
| 1996       | 西武          | 105   | 415   | 374   | 33    | 91    | 11       | 0        | 9        | 129   | 40    | 7     | 4        | 9     | 2     | 30    | 1     | 0     | 56    | 4        | .243  | .298     | .345     | .643  |
| 1997       | 西武          | 121   | 480   | 450   | 56    | 137   | 26       | 1        | 13       | 204   | 57    | 5     | 3        | 3     | 1     | 25    | 5     | 1     | 77    | 7        | .304  | .342     | .453     | .795  |
| 1998       | 西武          | 75    | 271   | 251   | 17    | 65    | 8        | 0        | 1        | 76    | 21    | 6     | 2        | 1     | 1     | 15    | 1     | 3     | 30    | 2        | .259  | .307     | .303     | .610  |
| 1999       | 阪神          | 30    | 58    | 55    | 3     | 15    | 5        | 1        | 1        | 25    | 6     | 1     | 1        | 0     | 0     | 3     | 2     | 0     | 12    | 0        | .273  | .310     | .455     | .765  |
| 2000       | 阪神          | 16    | 20    | 19    | 1     | 3     | 0        | 0        | 0        | 3     | 2     | 0     | 0        | 0     | 0     | 1     | 0     | 0     | 4     | 0        | .158  | .200     | .158     | .358  |
| 通算：16年 | 通算：16年    | 1581  | 6318  | 5775  | 755   | 1599  | 279      | 24       | 170      | 2436  | 638   | 242   | 87       | 66    | 30    | 414   | 44    | 33    | 933   | 83       | .277  | .327     | .422     | .749  |

- 各年度の太字はリーグ最高
- 南海（南海ホークス）は、1989年にダイエー（福岡ダイエーホークス）に球団名を変更

### タイトル
NPB
- 首位打者：1回 （1992年）
- 盗塁王：2回 （1992年、1994年）
- 最多安打：2回（1991年、1992年）※当時連盟表彰なし

### 表彰
NPB
- ベストナイン：6回 （外野手部門：1991年 - 1995年、1997年）
- ゴールデングラブ賞：4回 （外野手部門：1991年 - 1994年）
- 月間MVP：1回 （野手部門：1991年4月）

### 記録
NPB初記録
- 初出場：1985年4月16日、対西武ライオンズ1回戦（西武ライオンズ球場）、7回表に岡本圭右の代走として出場
- 初盗塁：同上、7回表に二盗（投手：松沼博久、捕手：伊東勤）
- 初安打：1985年8月1日、対ロッテオリオンズ17回戦（川崎球場）、9回表に石川賢から
- 初先発出場：1985年8月11日、対近鉄バファローズ22回戦（藤井寺球場）、1番・中堅手として先発出場
- 初打点：1985年8月17日、対ロッテオリオンズ19回戦（大阪スタヂアム）、3回裏に深沢恵雄から
- 初本塁打：1985年9月21日、対日本ハムファイターズ22回戦（大阪スタヂアム）、4回裏に田中富生から3ラン

NPB節目の記録
- 100本塁打：1992年9月8日、対オリックス・ブルーウェーブ23回戦（北九州市民球場）、7回裏に酒井勉から2ラン　※史上173人目
- 1000安打：1994年4月14日、対福岡ダイエーホークス3回戦（福岡ドーム）、3回表に渡辺智男から　※史上175人目
- 1000試合出場：1994年5月4日、対日本ハムファイターズ5回戦（西武ライオンズ球場）、3番・中堅手として先発出場　※史上317人目
- 150本塁打：1996年6月1日、対近鉄バファローズ9回戦（西武ライオンズ球場）、2回裏に品田操士からソロ　※史上104人目
- 1500安打：1997年9月14日、対オリックス・ブルーウェーブ23回戦（グリーンスタジアム神戸）、6回表に野田浩司から　※史上73人目
- 1500試合出場：1998年5月31日、対オリックス・ブルーウェーブ7回戦（西武ドーム）、7番・左翼手として先発出場　※史上121人目

NPBその他の記録
- オールスターゲーム出場：6回 （1988年、1991年 - 1995年）

### 背番号
- 57 （1984年 - 1986年）
- 0 （1987年 - 1988年）[注 2]
- 3 （1989年 - 1993年）
- 1 （1994年 - 1998年）
- 8 （1999年 - 2000年）
- 73 （2003年）
- 79 （2004年）
- 75 （2005年）
- 96 （2015年 - 2017年）

### 登場曲
- 『デビルマンのうた』 （2000年）[63]

## 関連情報

### 出演番組
- KBCホークスナイター（KBCラジオ）
セガサミー監督時代にはニッポン放送・文化放送がKBCへの裏送りとして制作する関東圏（千葉ロッテ戦・西武戦、ほか交流戦）、NTT西日本コーチ時代はABCラジオ・MBSラジオがKBCへの裏送りとして制作する関西圏（オリックス戦、交流戦の阪神戦）に主に出演していた。